# 长序链珠藤
长序链珠藤（学名：Alyxia yunkuniana）是夹竹桃科链珠藤属的植物。分布在中国大陆的广东、云南、广西等地，生长于海拔250米至1,000米的地区，多生在石上、溪旁、山谷、密林下疏荫潮湿或润湿地方，目前尚未由人工引种栽培。